# Товариство прихильників української науки, літератури і штуки

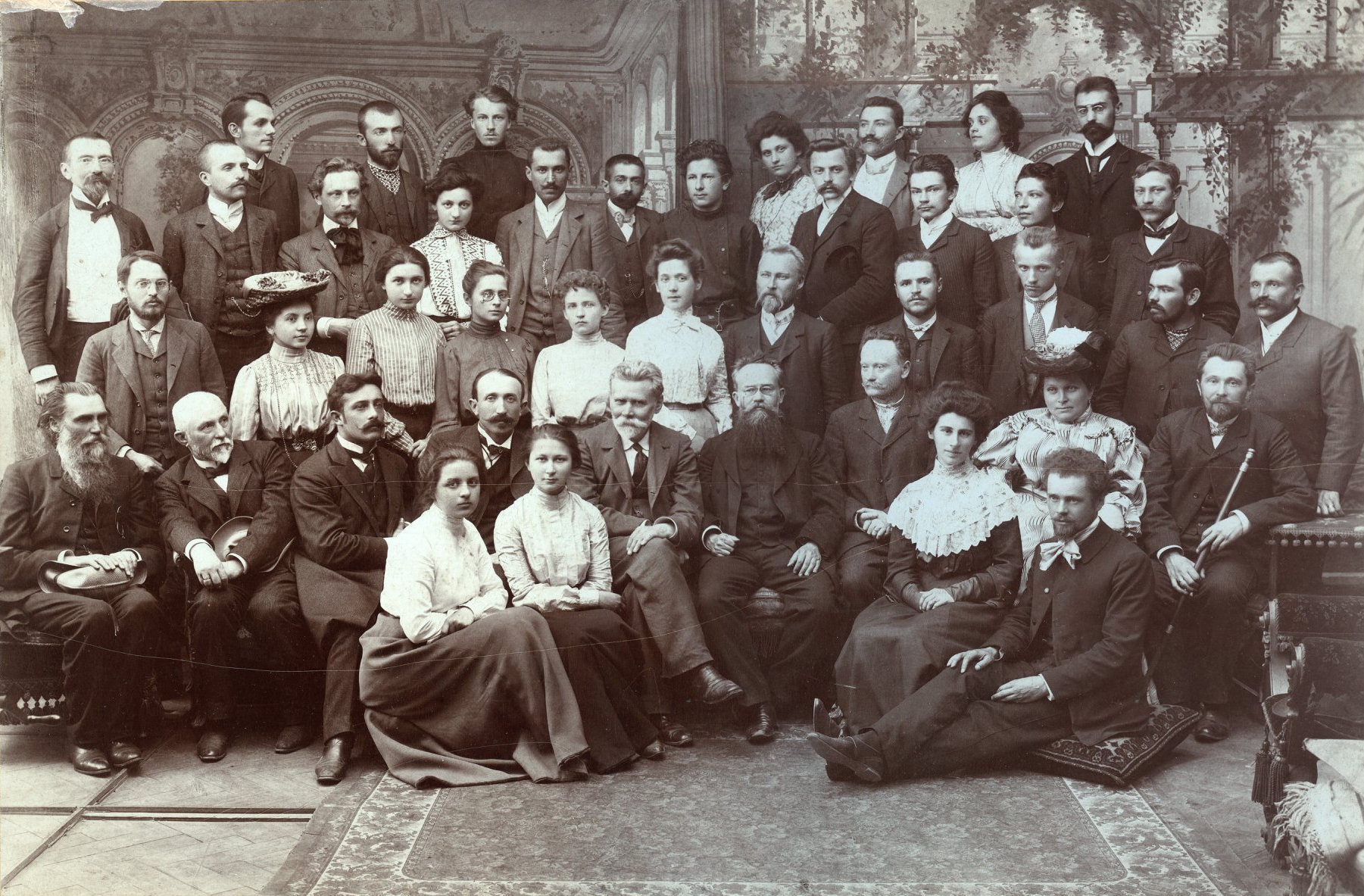
Викладачі та студенти Наукових курсів українознавства у Львові, 5 липня 1904 р. Зліва направо: перший ряд (сидять): М. Дверницька, В. Чикаленківна, А. Трушева, І. Труш;
другий ряд (сидять): П. Рябков, Т. Ревакович, І. Брик, М. Ганкевич, Хв. Вовк, М. Грушевський, І. Франко, М. Грушевська, Вол. Гнатюк;
третій ряд (стоять): Вол. Дорошенко, М. Підлісецька (Мудракова), Г. Чикаленківна, К. Голицинська, О. Андрієвська, М. Липа, І. Липа, Ф. Шолудько, В. Панейко, Л. Сміщук, Л. Гарматій;
четвертий ряд (стоять): Вол. Лаврівський, Е. Голицинський, Юл. Бачинський, М. Крушельницька (Дроздовська), Дм. Дорошенко, Я. Грушкевич, Л. Чикаленко, Мих. Грушкевич, Ст. Дольницький, А. Хомик, М. Росткович;
п'ятий ряд (стоять): Юл. Ситник, Ол. Скоропис, Дм. Розов, Д. Старосольська (Шухевичівна), Вол. Загайкевич, Т. Єрми (п-ні Боднарова), Мих. Мочульський.

Товари́ство прихи́льників украї́нської нау́ки, літерату́ри і шту́ки — організація, що діяла у Львові у 1904 —1914 роках.

## Історія
Товариство засноване 1904 року з ініціативи співзасновників Товариства для розвою руської штуки Михайла Грушевського й Івана Труша. Засновниками також були Іван Франко та Володимир Гнатюк. Товариство мало на меті організовувати заходи, проведення яких у Науковому товаристві імені Шевченка з внутрішніх причин було неможливим чи проблематичним.
Товариство об'єднувало науковців, письменників і митців з усіх українських земель та популяризувало їхні твори.
Товариство очолював Михайло Грушевський, секретарі Іван Труш і Михайло Мочульський.
1904 Товариство організувало наукові «вакаційні» курси українознавства у Львові для мешканців Галичини та українців з Російської імперії. Суть цих курсів Михайло Грушевський окреслив як "історичне українознавство", основними складовими якого були історія, історія літератури та етнографія. Вони тривали з 23 червня до 22 липня у готелі «Belle Vue» на вулиці Карла Людвика, 27. З погляду організаторів ці курси мали показати необхідність відкриття незалежного українського університету у Львові. Однією з організаторок цих курсів, окрім членів-засновників, була і Марія Грушевська, дружина Михайла Грушевського. Усі викладачі на курсах, окрім Миколи Ганкевича, були дійсними членами НТШ. Загальна кількість слухачів курсу склала 135 осіб, близько третини з них були жінками.
1905 року товариство влаштувало Всеукраїнську виставку штуки й промислу у Львові. Накладом Товариства вийшло кілька книжок.
Припинило діяльність 1914 року з початком першої світової війни.